# Auxon (Aube)
Auxon ist eine französische Gemeinde mit 934 Einwohnern (Stand: 1. Januar 2022) im Département Aube in der Region Grand Est. Sie gehört zum Kanton Aix-Villemaur-Pâlis im Arrondissement Troyes. Die Einwohner werden Alsoniens und Alsoniennes genannt.

## Geographie
Auxon liegt etwa 25 Kilometer südsüdwestlich von Troyes.
Nachbargemeinden sind Eaux-Puiseaux und Maraye-en-Othe im Norden und Nordwesten, Saint-Phal und Chamoy im Osten und Nordosten, Montigny-les-Monts im Osten, Davrey im Südosten sowie Ervy-le-Châtel im Süden und Westen.

## Bevölkerungsentwicklung
| Jahr                       | 1962 | 1968 | 1975 | 1982 | 1990 | 1999 | 2006 | 2018 |
| -------------------------- | ---- | ---- | ---- | ---- | ---- | ---- | ---- | ---- |
| Einwohner                  | 812  | 801  | 764  | 861  | 905  | 927  | 966  | 1012 |
| Quellen: Cassini und INSEE |      |      |      |      |      |      |      |      |

## Sehenswürdigkeiten
- Kirche Saint-Loup aus dem 16. Jahrhundert, seit 1949 Monument historique
- Kapelle Notre-Dame-des-Vertus in Sivrey

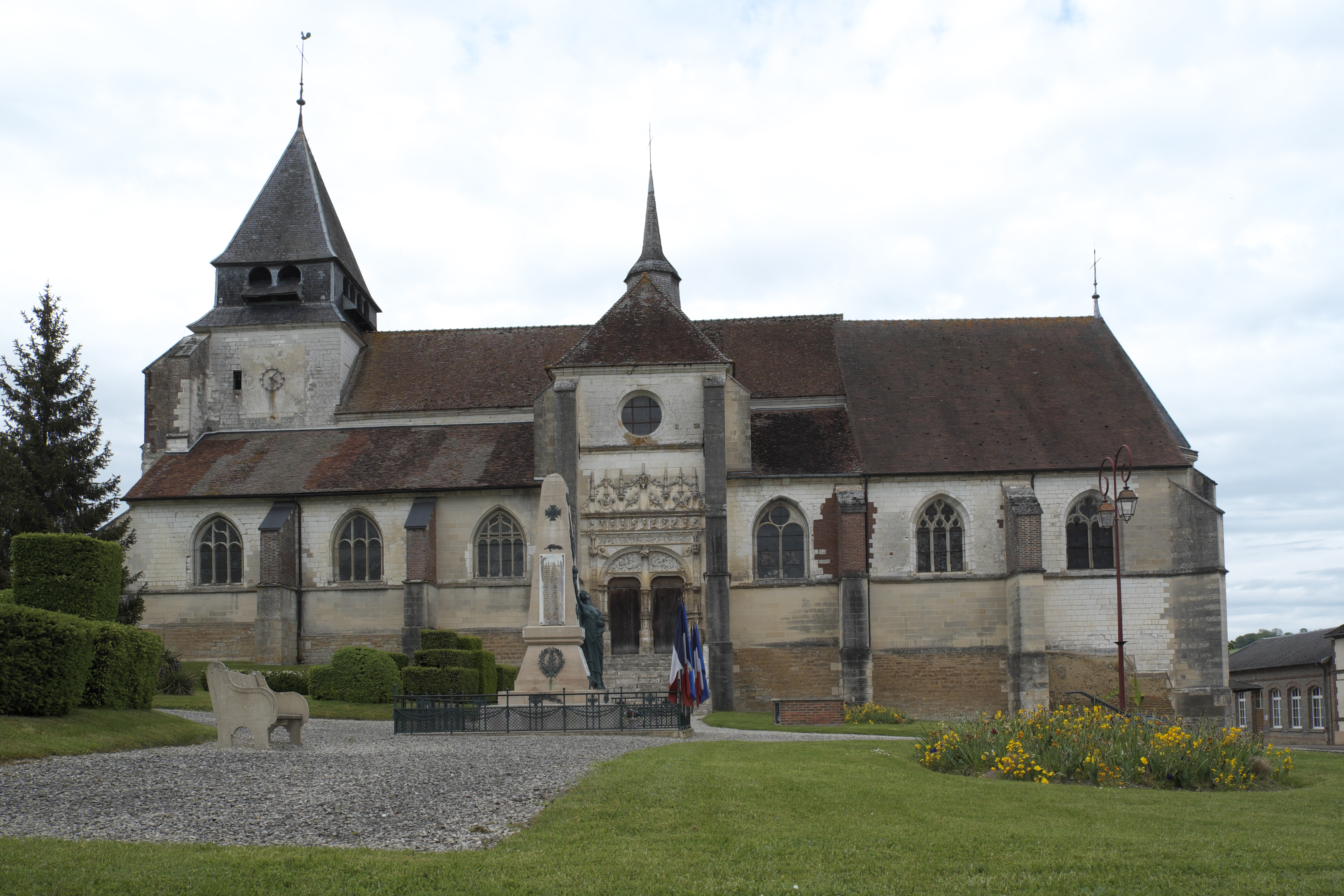
Kirche Saint-Loup
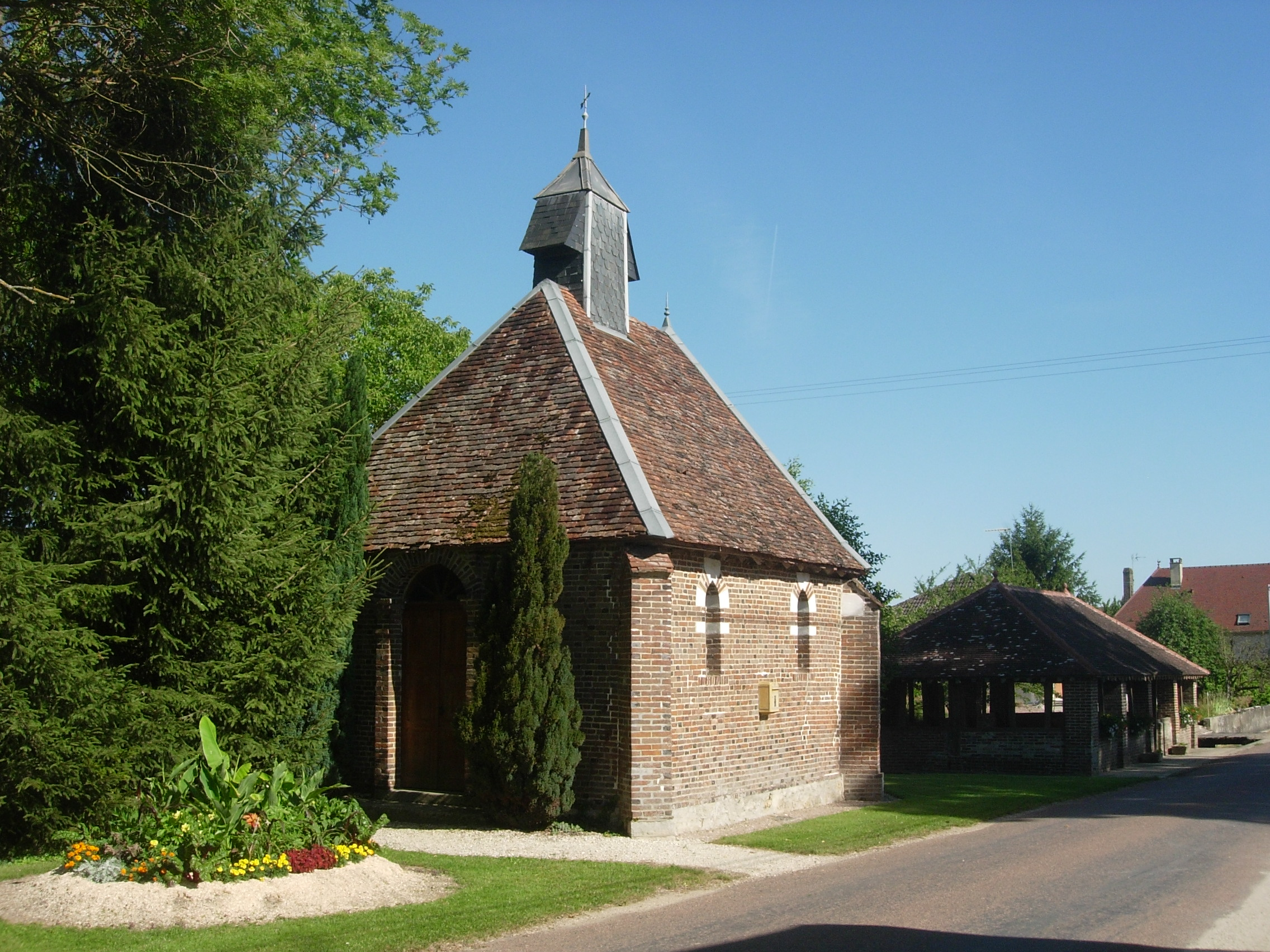
Kapelle Notre-Dame-des-Vertus in Sivrey